# COVID-19-Pandemie in Costa Rica
Die COVID-19-Pandemie in Costa Rica tritt als regionales Teilgeschehen des weltweiten Ausbruchs der Atemwegserkrankung COVID-19 auf und beruht auf Infektionen mit dem Ende 2019 neu aufgetretenen Virus SARS-CoV-2 aus der Familie der Coronaviren. Die COVID-19-Pandemie breitet sich seit Dezember 2019 von China ausgehend aus. Ab dem 11. März 2020 stufte die Weltgesundheitsorganisation (WHO) das Ausbruchsgeschehen des neuartigen Coronavirus als Pandemie ein.

## Verlauf
Am 6. März 2020 wurde die erste COVID-19-Erkrankung in Costa Rica gemeldet. Am 18. März wurde der erste Todesfall im Zusammenhang mit Covid-19 in dem Land registriert. Bis zum 3. Juli 2020 wurden 4.311 Fälle und 18 Tote bestätigt.

## Maßnahmen und Auswirkungen

### Staatliche Maßnahmen
Am 12. März 2020 wurden landesweit alle Schulen geschlossen. Der öffentliche Sektor wurde um 50 % heruntergefahren, zudem wurde ein landesweites Versammlungsverbot erlassen. Am 18. März 2020 wurden die Grenzen geschlossen. Am 9. April 2020 gewährte die Regierung jedem Bürger einen Sofortkredit in Höhe von 220 U$ für 3 Monate. Am 19. März wurde ein Gesetz für ein Moratorium von April bis Juni 2020 auf die Mehrwertsteuer, Gewinnsteuer, andere Verbrauchsteuern und Zölle beschlossen.

### Wirtschaftliche Auswirkungen
Die Regierung hat am 8. Mai 2020 ein 1,5 Milliarden Dollar schweres Konjunkturprogramm für notleidende kleine und mittelständische Betriebe beschlossen. Die Zentralbank hat ein Notfallkreditprogramm mit Hilfe des IWF in Höhe von 508 Milliarden US-Dollar für die Wirtschaft aufgelegt. Für das Jahr 2020 wird ein Rückgang der Wirtschaft um 12,5 % erwartet. In Folge der ausbleibenden ausländischen Touristen, die 8,2 % des Bruttoinlandsprodukt ausmachen, werden weitere erhebliche wirtschaftliche Auswirkungen auf das Land erwartet.

## Impfung
Costa Rica hat eine sechsphasige Impfkampagne entwickelt, die die folgende Priorisierung beinhaltet: (1) Personal und Bewohner von Pflegeheimen, Ersthelfer und Gesundheitspersonal, (2) die ältere Bevölkerung Costa Ricas, hier definiert als Personen im Alter von 58 Jahren oder älter, (3) Personen im Alter von 16–58 Jahren mit Risikofaktoren, (4) Lehrer oder andere Mitarbeiter des Bildungsministeriums, (5) Studenten der Gesundheitswissenschaften und verwandte Techniker in klinischen Einrichtungen, Personen im Alter von 40–57 Jahren ohne einen der oben genannten Risikofaktoren, die jedoch bei ihrer Arbeit Kontakt mit anderen Personen haben, (6) alle anderen Erwachsenen. Costa Rica ist zusammen mit Panama und El Salvador führend, was die Covid-19-Impfung in Zentralamerika angeht. Am 21. Juni 2021 waren 14,54 Personen pro 100 Einwohner vollständig geimpft. Costa Rica verfügte über einen Impfstoffvorrat von fünf Millionen Dosen, der 49,1 % der Bevölkerung abdeckt. Das Land hatte vier Millionen Dosen des Impfstoffs von BioNTech/Pfizer beschafft und eine Million Dosen von AstraZeneca/Oxford erhalten, von denen 132.000 Dosen über den COVAX-Mechanismus zugeteilt wurden, eine globale Initiative, die den gerechten Zugang zu Covid-19-Impfstoffen zum Ziel hat. Anders als viele lateinamerikanische Länder hat Costa Rica keine Impfstoffspenden aus China erhalten. Obwohl China mit seinen Verbündeten in der Region Impfstoffdiplomatie betrieben hat, setzt Costa Rica trotz intakter diplomatischer Beziehungen nicht auf die entsprechenden Impfstoffe.

## Statistik
Die Fallzahlen entwickelten sich während der COVID-19-Pandemie in Costa Rica wie folgt:

### Infektionen

Bestätigte Infizierte in Costa Rica nach Daten der WHO. Oben kumuliert, unten Tageswerte

### Todesfälle

Bestätigte Todesfälle in Costa Rica nach Daten der WHO. Oben kumuliert, unten Tageswerte